# Каспаров, Владислав Минасович
Владислав Минасович Каспаров (Каспарянц) (псевдоним — Берлинец) (1884 — 1917) — российский революционер, член Заграничного бюро ЦК РСДРП.

## Биография
Родился в семье польки и армянина. Состоял членом РСДРП(б) с 1903, участвовал в закавказском и общероссийском революционном движении. В 1906 окончил реальное училище в Шуши. С 1906 до 1912 был членом комитета РСДРП(б) в Баку, Ростове-на-Дону, Петербурге. Во время революционных событий 1905—1907 годов участвовал в нелегальной работе, в 1907 арестован вместе с С. С. Спандаряном и А. С. Енукидзе, но за недостатком улик отпущен. С 1907 год проучился на юридическом факультете Петербургского университета. В 1908 в Баку дополнительно знакомится с С. Г. Шаумяном, П. А. Джапаридзе, И. В. Джугашвили, Г. К. Орджоникидзе и другими, в том же году арестован. После освобождения участвовал в образовании бакинского большевистского комитета, работал в редакции большевистских газет «Волна» и «Современная жизнь» (для последней писал и В. И. Ульянов под псевдонимом В. Ильин). Участвовал в подготовке Пражской конференции РСДРП, снова арестован. С лета 1912 занимается партийной работой в Ростове-на-Дону. С 1913 в эмиграции, работал в архиве НСДПГ, в Берлине и Женеве виделся с В. И. Лениным, переписывался с ним и по его поручению вёл конспиративную переписку ЦК РСДРП с большевистскими организациями в Российской империи. С 1913 до 1914 сотрудничал в газете «Правда». В. И. Ленин высоко отзывался о деятельности В. М. Каспарова. С 1914 учился в Высшей торговой школе в Берлине, при этом до 1917 проживал в Берне и в Давосе. Участвовал в Бернской конференции РСДРП(б) с 14 до 19 февраля (с 27 февраля до 4 марта) 1915 под руководством В. И. Ленина. Избран членом комитета заграничной организации (КЗО) РСДРП, состоял членом рассылочной комиссии и кассиром КЗО, также являлся членом ревизионной комиссии комитета РСДРП(б) за рубежом. Умер в эмиграции во время распада Российской империи.

## Семья
- Жена — Варсеника (Варвара) Джавадовна Каспарова (1888 — 11 сентября 1941), революционерка, член ИККИ и ЦИК СССР, репрессирована и расстреляна.[4]
  - Сын — Жоржик (Жорж, Георгий) Владиславович Каспаров (? — ?), судьба неизвестна.[5]